# Liste der Bildungsminister von Rheinland-Pfalz
Dieser Artikel enthält eine Liste der Bildungsminister von Rheinland-Pfalz.

## Bildungsminister Rheinland-Pfalz (seit 1946)
| Name                                                         | Amtsantritt                                               | Kabinett                            | Partei                             |
| Minister für Unterricht und Kultus                           | Minister für Unterricht und Kultus                        | Minister für Unterricht und Kultus  | Minister für Unterricht und Kultus |
| ------------------------------------------------------------ | --------------------------------------------------------- | ----------------------------------- | ---------------------------------- |
| Ernst Lotz                                                   | 3. Dezember 1946                                          | Boden I                             | CDU                                |
| Minister der Justiz und für Kultus                           |                                                           |                                     |                                    |
| Adolf Süsterhenn                                             | 13. Juni 1947                                             | Boden II                            | CDU                                |
| Minister der Justiz und für Erziehung und Kultus             |                                                           |                                     |                                    |
| Adolf Süsterhenn                                             | 9. Juli 1947                                              | Altmeier I                          | CDU                                |
| Minister der Justiz und für Unterricht und Kultus            |                                                           |                                     |                                    |
| Adolf Süsterhenn                                             | 13. Dezember 1949                                         | Altmeier I                          | CDU                                |
| Minister für Unterricht und Kultus                           |                                                           |                                     |                                    |
| Albert Finck                                                 | 13. Juni 1951 1. Juni 1955                                | Altmeier II Altmeier III            | CDU                                |
| Eduard Orth                                                  | 11. September 1956 19. Mai 1959 18. Mai 1963              | Altmeier III Altmeier IV Altmeier V | CDU                                |
| Bernhard Vogel                                               | 18. Mai 1967 19. Mai 1969                                 | Altmeier VI Kohl I                  | CDU                                |
| Minister für Kultus                                          |                                                           |                                     |                                    |
| Bernhard Vogel                                               | 18. Mai 1971 20. Mai 1975                                 | Kohl II Kohl III                    | CDU                                |
| Hanna-Renate Laurien                                         | 2. Dezember 1976 18. Mai 1979                             | Vogel I Vogel II                    | CDU                                |
| Georg Gölter                                                 | 12. Juni 1981 18. Mai 1983 23. Juni 1987 8. Dezember 1988 | Vogel II Vogel III Vogel IV Wagner  | CDU                                |
| Minister für Bildung und Kultur                              |                                                           |                                     |                                    |
| Rose Götte                                                   | 21. Mai 1991                                              | Scharping                           | SPD                                |
| Minister für Bildung, Wissenschaft und Weiterbildung         |                                                           |                                     |                                    |
| Jürgen Zöllner                                               | 26. Oktober 1994 20. Mai 1996                             | Beck I Beck II                      | SPD                                |
| Minister für Bildung, Frauen und Jugend                      |                                                           |                                     |                                    |
| Doris Ahnen                                                  | 18. Mai 2001 18. Mai 2006                                 | Beck III Beck IV                    | SPD                                |
| Minister für Bildung, Wissenschaft, Jugend und Kultur        |                                                           |                                     |                                    |
| Doris Ahnen                                                  | 21. November 2006                                         | Beck IV                             | SPD                                |
| Minister für Bildung, Wissenschaft, Weiterbildung und Kultur |                                                           |                                     |                                    |
| Doris Ahnen                                                  | 18. Mai 2011 16. Januar 2013                              | Beck V Dreyer I                     | SPD                                |
| Vera Reiß                                                    | 12. November 2014                                         | Dreyer I                            | SPD                                |
| Minister für Bildung                                         |                                                           |                                     |                                    |
| Stefanie Hubig                                               | 18. Mai 2016 18. Mai 2021 10. Juli 2024                   | Dreyer II Dreyer III Schweitzer     | SPD                                |
| Sven Teuber                                                  | 14. Mai 2025                                              | Schweitzer                          | SPD                                |